# 鈴木脩蔵
鈴木 脩蔵（すずき しゅうぞう、1897年（明治30年）11月20日 - 1977年（昭和52年）11月8日）は、日本の内務官僚。官選岩手県知事。

## 経歴
新潟県出身。第七高等学校造士館を卒業。1922年11月、高等試験行政科試験に合格。1923年、東京帝国大学法学部政治学科を卒業。内務省に入省し兵庫県属となり宍粟郡長に就任。
以後、警視庁工場課長、滋賀県書記官・経済部長、広島県書記官・経済部長、京都府書記官・学務部長、北海道庁部長・土木部長などを歴任。
1942年6月、岩手県知事に就任。1945年4月に知事を退任。その後、公職追放となった。1954年5月に京都市助役となり1958年まで在任。以後、近江絹絲紡績監査役、同常務取締役、(社) 京都倶楽部常務理事を務めた。

## 著作
- 『工場法新釈』森山書店、1933年。